# Merce funebre
Merce Funebre è il disco d'esordio di Tutti Fenomeni pubblicato il 17 gennaio 2020.

## Il disco
Il debutto di Giorgio Quarzo Guarascio aka Tutti Fenomeni è prodotto da Niccolò Contessa de I Cani, il disco si muove tra sonorità electro-pop e indie pop.

## Tracce
1. Marcia funebre – 1:34
2. Valori aggiunti – 2:50
3. Metabolismo – 3:00
4. Mogol – 3:08
5. Reykjavik – 3:28
6. Diabolik – 3:06
7. Hikmet – 3:25
8. Filosofia – 2:48
9. Marcel – 3:24
10. Qualcuno che si esplode – 2:50
11. Trauermarsch – 4:51